# Neochanna apoda
Neochanna apoda is een straalvinnige vissensoort uit de familie van de snoekforellen (Galaxiidae). De wetenschappelijke naam van de soort is voor het eerst geldig gepubliceerd in 1867 door Günther.